# Кафирниган
Кафирниган (тадж. Кофарниҳон; узб. Kofarnihon / Кофарниҳон) — река в Средней Азии, один из главных притоков Амударьи. Протекает по Таджикистану, частично образует границу между Таджикистаном и Узбекистаном.

## Происхождение названия
Существует две версии происхождения названия реки. Первая из них утверждает, что данный гидроним состоит из двух слов «кофар» и «нихон», таким образом: Кофарниҳон означает — «убежище неверных» от араб. کافر — кофир‎ — «неверный» и тадж. ниҳон — «убежище».

## Географическое описание
Начинается Кафирниган у селения Ромит, на склоне Гиссарского хребта, где сливаются воды рек Сардаи-Миёна и Сорво. Протекает по Гиссарской долине. Общая протяжённость — 387 км, площадь бассейна — 11,6 тыс. км².
Питание реки в основном снеговое, затем ледниковое. Половодье длится с марта по сентябрь с максимальным стоком воды в июне (верховье) и с февраля по конец августа с максимальным стоком в апреле в низовье. Средний расход воды — 164 м³/с, однако в зависимости от сезона и погодных условий расход колеблется от 30 до 1200 м³/с. Средняя годовая мутность воды в низовьях — свыше 1500 г/м³.
В низовьях берега покрыты камышом и тугайными лесами. На реке расположен город Вахдат, в её бассейне находится столица Таджикистана — Душанбе.
Вода используется для орошения земель долины, а также для рыболовства.

## Основные притоки
- справа: Варзоб, Ханака
- слева: Иляк

## Река в искусстве
- Кафирнигану посвящено одноимённое стихотворение российского барда Юрия Панюшкина.[4]